# Jules Paressant
Jules Paressant est un peintre et sculpteur français, né le 12 février 1917 à Herbignac, en Loire-Atlantique, et mort à Nantes le 20 août 2001,.

## Biographie
Fils d'un forestier, petit-fils d'un maçon, Jules Paressant, après des études de médecines effectuées à Nantes et Paris, exerce la profession de chirurgien dans une clinique nantaise de 1944 à 1981.
Pendant 50 ans il a consacré ses temps de loisirs aux arts plastiques (peinture, sculpture, mais aussi tapisserie, céramique, mosaïque). C'est lors d'une exposition au musée de Pont-Aven en 1985 que l’œuvre de Jules Paressant est révélée au public.
Peintre, sculpteur, et aussi graveur sur bois et sur pierre, Jules Paressant reconnaissait l'influence de l'École de Pont-Aven. Admirateur des peintres de cette école et tout particulièrement de Paul Gauguin, Jules Paressant faisait de fréquents séjours à Pont-Aven, comme le relate Philippe Hervouët dans sa biographie de l'artiste.
De 1952 à 1989, il participe à des expositions collectives en France et à l'étranger. À partir de 1985, de nombreuses expositions personnelles lui sont consacrées, dont une rétrospective au musée de Pont-Aven en 1985. Elle est suivie en 1990 d'un hommage rendu à l'artiste au musée des beaux-arts de Nantes, ainsi qu'au château des ducs de Bretagne, à Nantes également.
Diverses publications (notamment les Cahiers Jules Paressant) ont alors permis au public de mieux connaître l’œuvre de l'artiste.

## Œuvres dans les collections publiques
- La sculpture La Famille est érigée sur le parvis de la mairie de Cordemais, et le tableau La centrale de Cordemais est conservé dans le hall de l'hôtel de ville de la même municipalité ;
- Une mosaïque orne le hall d'entrée du musée de Pont-Aven ;
- Le groupe statuaire « Les otages » est inauguré en 1991 au champ de tir du Bêle à Nantes
- Plusieurs de ses œuvres ornent le parc floral de la Beaujoire à Nantes[6].

### Expositions collectives
- 1952 : Nantes, galerie Bourlaouen ;
- 1974 : musée des beaux-arts de Nantes, L'estampe en Bretagne ;
- 1975 : Concarneau, galerie Gloux, tapisseries ;
- 1976 : Guérande, galerie Tiffode, tapisseries ;
- 1977 : Concarneau, galerie Gloux, sculptures et tapisseries ;
- 1986 : chambre de commerce de Nantes, Paysages côtiers ;
- 1989 : Barcelone, BIAF.

### Expositions personnelles
- 1985 : musée de Pont-Aven ;
- 1986 : Nantes, galerie Absidial ;
- 1987 : Marcq-en-Bareuil, fondation Septentrion ;
- 1989 : Concarneau, galerie Gloux ;
- 1989 : Martinique, centre d'Art Paul Gauguin ;
- 1989 : Nantes, galerie Absidial ;
- 1990 : musée des beaux-arts de Nantes et musée du château des ducs de Bretagne ;
- 1990 : chapelle des Franciscains et centre culturel de Saint-Nazaire ;
- 1990 : Herbignac, collège Jacques-Prévert ;
- 1991 : Nantes, galerie Absidial ;
- 1992 : chambre de commerce de Nantes ;
- 1992 : Cordemais, hippodrome de la Loire ;
- 1993 : Rennes, cercle Paul-Bert ;
- 1992 : Concarneau, galerie Gloux ;
- 1993 : musée du Faouët[3];
- 2003 : Cordemais (Regard d'artiste)[7];